# عنکبوت‌کش نوک‌کلفت
عنکبوت‌کُش نوک‌کلفت (نام علمی: Arachnothera crassirostris) گونه‌ای از پرندگان خانواده شهدخواران است که در برونئی، اندونزی، مالزی، سنگاپور و تایلند یافت می‌شود. زیستگاه طبیعی آن جنگل‌های جلگه‌ای نمناک نیمه‌گرمسیری یا گرمسیری و جنگل‌های کوهستانی نمناک نیمه‌گرمسیری یا گرمسیری است.